# Risdeárd Bacach Burke
Risdeárd Bacach Burke (mort après 1538) est brièvement le 11e seigneur de Clanricard de 1536 à sa déposition en 1538.

## Origine
Risdeárd Bacah Burke de Clanricard Mac William Uachtar est un fils cadet de Ulick Fionn Burke.

## Règne
À la mort de son cousin John mac Ricard Burke en 1536 un conflit de succession éclate chez les Mac William de Clanricard. Deux Mac William Uachtar sont nommés: Risceárd le fils de Ulick Fionn Burke et Ulick le fils de Richard II Óg Burke; A cette occasion Ulick-na-gCeann se range du côté de son oncle. Deux fils de Risceárd;   John Duv et Redmond Ruadh sont tués par les fils du  concurrent de leur père alors qu'ils percevaient les tributs dans la région Mettant à profit la confusion en 1538 son neveu Ulick na gCeann Burke futur 1er comte de Clanricard le dépose et devient le dernier  Mac William Uachtar.

## Postérité
La descendance de Risceard tombe dans l'anonymat.